# Liste des anciennes communes de la Meuse
Cette page a pour objectif de retracer toutes les modifications communales dans le département de la Meuse : les anciennes communes qui ont existé depuis la Révolution française, ainsi que les créations, les modifications officielles de nom, ainsi que les échanges de territoires entre communes.
Composé de 590 communes en 1800, le département compte un nombre de communes important (comme souvent dans l'Est du pays), alors même qu'il est peu peuplé. Néanmoins, ce nombre va rester particulièrement stable pendant plus de 150 ans, le nombre de regroupements étant anecdotique et le nombre de créations étant nul. L'exode rural aidant, la plupart des communes étant devenues de taille modeste, la loi Marcellin va servir d'opportunité, dans les années 1970 : au cours de la seule année 1972, ce sont ainsi 128 communes qui vont se regrouper pour former 47 nouvelles entités. Le rythme va ensuite rapidement ralentir. Mais on peut en retenir la formation de nouvelles communes avec un grand périmètre à l'image de Vigneulles-lès-Hattonchâtel ou encore Spincourt. Il convient aussi de pondérer par le fait que certains de ces regroupements hâtivement menés vont aboutir à des défusions, parfois très rapidement (dès 1981). Plus récemment, la loi Notre a rencontré un succès bien plus réduit. Ce nombre reste donc relativement élevé et, aujourd'hui on dénombre encore 499 communes (au 1er janvier 2025).

Les conflits mondiaux ont également chamboulé la strate communale: une importante partie de son territoire, située en zone rouge, a été totalement détruite lors de la 1e guerre mondiale. De nombreux villages ont disparu. Certaines communes ont été maintenues alors qu'elles ne comptent plus du tout d'habitants, au nom de la mémoire, en tant que "villages morts pour la France" : Beaumont-en-Verdunois, Bezonvaux, Cumières-le-Mort-Homme, Fleury-devant-Douaumont, Haumont-près-Samogneux et Louvemont-Côte-du-Poivre.

## Transferts vers un autre département
| Département d'origine | Département de rattachement | Commune concernée     | Date (et nature) de la décision |
| --------------------- | --------------------------- | --------------------- | ------------------------------- |
| MEUSE                 | MEURTHE-ET-MOSELLE          | Han-devant-Pierrepont | 7 août 1996 (Décret)            |
| ARDENNES              | MEUSE                       | Cesse                 | 11 avril 1821 (Loi)             |
| ARDENNES              | MEUSE                       | Baulny                | 26 mai 1790.                    |

## Fusions
| Nom de la nouvelle commune   | Communes réunies                                     | Régime                                                     | Date (et nature) de la décision | Date d'effet                  |
| ---------------------------- | ---------------------------------------------------- | ---------------------------------------------------------- | ------------------------------- | ----------------------------- |
| Demange-Baudignécourt        | Demange-aux-Eaux                                     | commune nouvelle (avec 1 commune déléguée : Baudignécourt) | 19 décembre 2018 (Arrêté)       | 1er janvier 2019              |
| Demange-Baudignécourt        | Baudignécourt                                        | commune nouvelle (avec 1 commune déléguée : Baudignécourt) | 19 décembre 2018 (Arrêté)       | 1er janvier 2019              |
| Douaumont-Vaux               | Douaumont                                            | commune nouvelle (avec communes déléguées)                 | 19 décembre 2018 (Arrêté)       | 1er janvier 2019              |
| Douaumont-Vaux               | Vaux-devant-Damloup                                  | commune nouvelle (avec communes déléguées)                 | 19 décembre 2018 (Arrêté)       | 1er janvier 2019              |
| Bonzée                       | Bonzée-en-Woëvre                                     | fusion association (fusion simple depuis le 1-11-2013)     | 30 décembre 1976 (Arrêté)       | 1er janvier 1977              |
| Bonzée                       | Mesnil-sous-les-Côtes                                | fusion association (fusion simple depuis le 1-11-2013)     | 30 décembre 1976 (Arrêté)       | 1er janvier 1977              |
| Bonzée                       | Mont-Villers                                         | fusion association (fusion simple depuis le 1-11-2013)     | 30 décembre 1976 (Arrêté)       | 1er janvier 1977              |
| Seuzey-Vaux                  | Seuzey (commune rétablie en 1983)                    | fusion association (dissoute en 1983)                      | 3 juin 1976 (Arrêté)            | 1er juillet 1976              |
| Seuzey-Vaux                  | Vaux-lès-Palameix (commune rétablie en 1983)         | fusion association (dissoute en 1983)                      | 3 juin 1976 (Arrêté)            | 1er juillet 1976              |
| Romagne-Gesnes               | Romagne-sous-Montfaucon (commune rétablie en 1987)   | fusion association (dissoute en 1987)                      | 26 juin 1973 (Arrêté)           | 1er juillet 1973              |
| Romagne-Gesnes               | Gesnes-en-Argonne (commune rétablie en 1987)         | fusion association (dissoute en 1987)                      | 26 juin 1973 (Arrêté)           | 1er juillet 1973              |
| Clermont-en-Argonne          | Clermont-en-Argonne                                  | fusion association                                         | 22 juin 1973 (Arrêté)           | 1er juillet 1973              |
| Clermont-en-Argonne          | Jubécourt                                            | fusion association                                         | 22 juin 1973 (Arrêté)           | 1er juillet 1973              |
| Clermont-en-Argonne          | Parois                                               | fusion association                                         | 22 juin 1973 (Arrêté)           | 1er juillet 1973              |
| Abaucourt-Hautecourt         | Abaucourt-lès-Souppleville                           | fusion association                                         | 26 avril 1973 (Arrêté)          | 1er mai 1973                  |
| Abaucourt-Hautecourt         | Hautecourt-lès-Broville                              | fusion association                                         | 26 avril 1973 (Arrêté)          | 1er mai 1973                  |
| Broussey-Raulecourt          | Broussey-en-Woëvre                                   | fusion association (fusion simple depuis le 27-9-2017)     | 26 avril 1973 (Arrêté)          | 1er mai 1973                  |
| Broussey-Raulecourt          | Raulecourt                                           | fusion association (fusion simple depuis le 27-9-2017)     | 26 avril 1973 (Arrêté)          | 1er mai 1973                  |
| Dieue                        | Dieue                                                | fusion association (dissoute en 1985)                      | 23 mars 1973 (Arrêté)           | 1er juin 1973                 |
| Dieue                        | Génicourt-sur-Meuse (commune rétablie en 1985)       | fusion association (dissoute en 1985)                      | 23 mars 1973 (Arrêté)           | 1er juin 1973                 |
| Les Souhesmes-Rampont        | Les Souhesmes                                        | fusion association                                         | 23 mars 1973 (Arrêté)           | 1er juillet 1973              |
| Les Souhesmes-Rampont        | Rampont                                              | fusion association                                         | 23 mars 1973 (Arrêté)           | 1er juillet 1973              |
| Spincourt                    | Spincourt                                            | fusion association                                         | 27 février 1973 (Arrêté)        | 1er mars 1973                 |
| Spincourt                    | Haucourt-la-Rigole                                   | fusion association                                         | 27 février 1973 (Arrêté)        | 1er mars 1973                 |
| Spincourt                    | Houdelaucourt-sur-Othain                             | fusion association                                         | 27 février 1973 (Arrêté)        | 1er mars 1973                 |
| Spincourt                    | Ollières                                             | fusion association                                         | 27 février 1973 (Arrêté)        | 1er mars 1973                 |
| Spincourt                    | Réchicourt                                           | fusion association                                         | 27 février 1973 (Arrêté)        | 1er mars 1973                 |
| Vigneulles-lès-Hattonchâtel  | Vigneulles-lès-Hattonchâtel                          | fusion association                                         | 19 février 1973 (Arrêté)        | 1er mars 1973                 |
| Vigneulles-lès-Hattonchâtel  | Billy-sous-les-Côtes                                 | fusion association                                         | 19 février 1973 (Arrêté)        | 1er mars 1973                 |
| Vigneulles-lès-Hattonchâtel  | Creuë                                                | fusion association                                         | 19 février 1973 (Arrêté)        | 1er mars 1973                 |
| Vigneulles-lès-Hattonchâtel  | Hattonchâtel                                         | fusion association                                         | 19 février 1973 (Arrêté)        | 1er mars 1973                 |
| Vigneulles-lès-Hattonchâtel  | Hattonville                                          | fusion association                                         | 19 février 1973 (Arrêté)        | 1er mars 1973                 |
| Vigneulles-lès-Hattonchâtel  | Saint-Benoît-en-Woëvre                               | fusion association                                         | 19 février 1973 (Arrêté)        | 1er mars 1973                 |
| Vigneulles-lès-Hattonchâtel  | Viéville-sous-les-Côtes                              | fusion association                                         | 19 février 1973 (Arrêté)        | 1er mars 1973                 |
| Les Cléry                    | Cléry-le-Petit (commune rétablie en 1983)            | fusion association (dissoute en 1983)                      | 18 janvier 1973 (Arrêté)        | 1er février 1973              |
| Les Cléry                    | Cléry-le-Grand (commune rétablie en 1983)            | fusion association (dissoute en 1983)                      | 18 janvier 1973 (Arrêté)        | 1er février 1973              |
| Fains-Véel                   | Fains-les-Sources                                    | fusion association                                         | 1er janvier 1973 (Arrêté)       | 1er janvier 1973              |
| Fains-Véel                   | Véel                                                 | fusion association                                         | 1er janvier 1973 (Arrêté)       | 1er janvier 1973              |
| Buzy-Darmont                 | Buzy                                                 | fusion association (fusion simple depuis le 1-1-2011)      | 20 décembre 1972 (Arrêté)       | 1er janvier 1973              |
| Buzy-Darmont                 | Darmont                                              | fusion association (fusion simple depuis le 1-1-2011)      | 20 décembre 1972 (Arrêté)       | 1er janvier 1973              |
| Chanteraine                  | Morlaincourt                                         | fusion association                                         | 20 décembre 1972 (Arrêté)       | 1er janvier 1973              |
| Chanteraine                  | Chennevières                                         | fusion association                                         | 20 décembre 1972 (Arrêté)       | 1er janvier 1973              |
| Chanteraine                  | Oëy                                                  | fusion association                                         | 20 décembre 1972 (Arrêté)       | 1er janvier 1973              |
| Étraye-Wavrille              | Étraye (commune rétablie en 1988)                    | fusion association (dissoute en 1988)                      | 20 décembre 1972 (Arrêté)       | 1er janvier 1973              |
| Étraye-Wavrille              | Wavrille (commune rétablie en 1988)                  | fusion association (dissoute en 1988)                      | 20 décembre 1972 (Arrêté)       | 1er janvier 1973              |
| Geville                      | Jouy-sous-les-Côtes                                  | fusion association                                         | 20 décembre 1972 (Arrêté)       | 1er janvier 1973              |
| Geville                      | Corniéville                                          | fusion association                                         | 20 décembre 1972 (Arrêté)       | 1er janvier 1973              |
| Geville                      | Gironville-sous-les-Côtes                            | fusion association                                         | 20 décembre 1972 (Arrêté)       | 1er janvier 1973              |
| Han-sur-Meuse                | Han-sur-Meuse                                        | fusion association (fusion simple depuis le 27-9-2017)     | 20 décembre 1972 (Arrêté)       | 1er janvier 1973              |
| Han-sur-Meuse                | Ailly-sur-Meuse                                      | fusion association (fusion simple depuis le 27-9-2017)     | 20 décembre 1972 (Arrêté)       | 1er janvier 1973              |
| Han-sur-Meuse                | Brasseitte                                           | fusion association (fusion simple depuis le 27-9-2017)     | 20 décembre 1972 (Arrêté)       | 1er janvier 1973              |
| Loisey-Culey                 | Loisey (commune rétablie en 2014)                    | fusion simple (dissoute en 2014)                           | 20 décembre 1972 (Arrêté)       | 1er janvier 1973              |
| Loisey-Culey                 | Culey (commune rétablie en 2014)                     | fusion simple (dissoute en 2014)                           | 20 décembre 1972 (Arrêté)       | 1er janvier 1973              |
| Madine                       | Heudicourt-sous-les-Côtes (commune rétablie en 1983) | fusion association (partiellement dissoute en 1983)        | 20 décembre 1972 (Arrêté)       | 1er janvier 1973              |
| Madine                       | Lamarche-en-Woëvre                                   | fusion association (partiellement dissoute en 1983)        | 20 décembre 1972 (Arrêté)       | 1er janvier 1973              |
| Madine                       | Nonsard                                              | fusion association (partiellement dissoute en 1983)        | 20 décembre 1972 (Arrêté)       | 1er janvier 1973              |
| Moirey-Flabas-Crépion        | Moirey                                               | fusion association (fusion simple depuis le 1-2-1983)      | 20 décembre 1972 (Arrêté)       | 1er janvier 1973              |
| Moirey-Flabas-Crépion        | Crépion                                              | fusion association (fusion simple depuis le 1-2-1983)      | 20 décembre 1972 (Arrêté)       | 1er janvier 1973              |
| Moirey-Flabas-Crépion        | Flabas                                               | fusion association (fusion simple depuis le 1-2-1983)      | 20 décembre 1972 (Arrêté)       | 1er janvier 1973              |
| Nubécourt                    | Nubécourt                                            | fusion association                                         | 20 décembre 1972 (Arrêté)       | 1er janvier 1973              |
| Nubécourt                    | Bulainville                                          | fusion association                                         | 20 décembre 1972 (Arrêté)       | 1er janvier 1973              |
| Nubécourt                    | Fleury-sur-Aire                                      | fusion association                                         | 20 décembre 1972 (Arrêté)       | 1er janvier 1973              |
| Les Quatre-Vents             | Lemmes (commune rétablie en 1984)                    | fusion association (dissoute en 1984)                      | 20 décembre 1972 (Arrêté)       | 1er janvier 1973              |
| Les Quatre-Vents             | Osches (commune rétablie en 1984)                    | fusion association (dissoute en 1984)                      | 20 décembre 1972 (Arrêté)       | 1er janvier 1973              |
| Les Quatre-Vents             | Senoncourt-les-Maujouy (commune rétablie en 1984)    | fusion association (dissoute en 1984)                      | 20 décembre 1972 (Arrêté)       | 1er janvier 1973              |
| Les Quatre-Vents             | Vadelaincourt (commune rétablie en 1984)             | fusion association (dissoute en 1984)                      | 20 décembre 1972 (Arrêté)       | 1er janvier 1973              |
| Seuil-d'Argonne              | Triaucourt-en-Argonne                                | fusion association                                         | 20 décembre 1972 (Arrêté)       | 1er janvier 1973              |
| Seuil-d'Argonne              | Pretz (commune rétablie en 1990)                     | fusion association                                         | 20 décembre 1972 (Arrêté)       | 1er janvier 1973              |
| Seuil-d'Argonne              | Senard                                               | fusion association                                         | 20 décembre 1972 (Arrêté)       | 1er janvier 1973              |
| Les Tilleuls-Vaudoncourt     | Vaudoncourt (commune rétablie en 1982)               | fusion association (dissoute en 1982)                      | 20 décembre 1972 (Arrêté)       | 1er janvier 1973              |
| Les Tilleuls-Vaudoncourt     | Gouraincourt (commune rétablie en 1982)              | fusion association (dissoute en 1982)                      | 20 décembre 1972 (Arrêté)       | 1er janvier 1973              |
| Les Tilleuls-Vaudoncourt     | Muzeray (commune rétablie en 1982)                   | fusion association (dissoute en 1982)                      | 20 décembre 1972 (Arrêté)       | 1er janvier 1973              |
| Villotte-sur-Aire            | Villotte-sur-Aire                                    | fusion association (dissoute en 1988)                      | 20 décembre 1972 (Arrêté)       | 1er janvier 1973              |
| Villotte-sur-Aire            | Belrain (commune rétablie en 1988)                   | fusion association (dissoute en 1988)                      | 20 décembre 1972 (Arrêté)       | 1er janvier 1973              |
| Villotte-sur-Aire            | Gimécourt (commune rétablie en 1988)                 | fusion association (dissoute en 1988)                      | 20 décembre 1972 (Arrêté)       | 1er janvier 1973              |
| Villotte-sur-Aire            | Rupt-devant-Saint-Mihiel (commune rétablie en 1988)  | fusion association (dissoute en 1988)                      | 20 décembre 1972 (Arrêté)       | 1er janvier 1973              |
| Villotte-sur-Aire            | Ville-devant-Belrain (commune rétablie en 1988)      | fusion association (dissoute en 1988)                      | 20 décembre 1972 (Arrêté)       | 1er janvier 1973              |
| Vilosnes-Haraumont           | Vilosnes                                             | fusion association                                         | 20 décembre 1972 (Arrêté)       | 1er janvier 1973              |
| Vilosnes-Haraumont           | Haraumont                                            | fusion association                                         | 20 décembre 1972 (Arrêté)       | 1er janvier 1973              |
| Beausite                     | Beauzée-sur-Aire                                     | fusion association                                         | 1er décembre 1972 (Arrêté)      | 1er janvier 1973              |
| Beausite                     | Amblaincourt                                         | fusion association                                         | 1er décembre 1972 (Arrêté)      | 1er janvier 1973              |
| Beausite                     | Deuxnouds-devant-Beauzée                             | fusion association                                         | 1er décembre 1972 (Arrêté)      | 1er janvier 1973              |
| Beausite                     | Seraucourt                                           | fusion association                                         | 1er décembre 1972 (Arrêté)      | 1er janvier 1973              |
| Gondrecourt-le-Château       | Gondrecourt-le-Château                               | fusion association                                         | 1er décembre 1972 (Arrêté)      | 1er janvier 1973              |
| Gondrecourt-le-Château       | Luméville-en-Ornois                                  | fusion association                                         | 1er décembre 1972 (Arrêté)      | 1er janvier 1973              |
| Gondrecourt-le-Château       | Tourailles-sous-Bois                                 | fusion association                                         | 1er décembre 1972 (Arrêté)      | 1er janvier 1973              |
| Lamorville                   | Lamorville                                           | fusion association                                         | 1er décembre 1972 (Arrêté)      | 1er janvier 1973              |
| Lamorville                   | Deuxnouds-aux-Bois                                   | fusion association                                         | 1er décembre 1972 (Arrêté)      | 1er janvier 1973              |
| Lamorville                   | Lavignéville                                         | fusion association                                         | 1er décembre 1972 (Arrêté)      | 1er janvier 1973              |
| Lamorville                   | Spada                                                | fusion association                                         | 1er décembre 1972 (Arrêté)      | 1er janvier 1973              |
| Raival                       | Rosnes                                               | fusion association                                         | 1er décembre 1972 (Arrêté)      | 1er janvier 1973              |
| Raival                       | Érize-la-Grande                                      | fusion association                                         | 1er décembre 1972 (Arrêté)      | 1er janvier 1973              |
| Récicourt                    | Récicourt                                            | fusion association (dissoute en 2004)                      | 1er décembre 1972 (Arrêté)      | 1er janvier 1973              |
| Récicourt                    | Brabant-en-Argonne (commune rétablie en 2004)        | fusion association (dissoute en 2004)                      | 1er décembre 1972 (Arrêté)      | 1er janvier 1973              |
| Récicourt                    | Brocourt-en-Argonne (commune rétablie en 2004)       | fusion association (dissoute en 2004)                      | 1er décembre 1972 (Arrêté)      | 1er janvier 1973              |
| Rembercourt-Sommaisne        | Rembercourt-aux-Pots                                 | fusion association                                         | 1er décembre 1972 (Arrêté)      | 1er janvier 1973              |
| Rembercourt-Sommaisne        | Sommaisne                                            | fusion association                                         | 1er décembre 1972 (Arrêté)      | 1er janvier 1973              |
| Val-d'Ornain                 | Mussey                                               | fusion association (fusion simple depuis le 1-1-2018)      | 1er décembre 1972 (Arrêté)      | 1er janvier 1973              |
| Val-d'Ornain                 | Bussy-la-Côte                                        | fusion association (fusion simple depuis le 1-1-2018)      | 1er décembre 1972 (Arrêté)      | 1er janvier 1973              |
| Val-d'Ornain                 | Varney                                               | fusion association (fusion simple depuis le 1-1-2018)      | 1er décembre 1972 (Arrêté)      | 1er janvier 1973              |
| Vilisle                      | Villotte-devant-Louppy (commune rétablie en 1986)    | fusion association (dissoute en 1986)                      | 1er décembre 1972 (Arrêté)      | 1er janvier 1973              |
| Vilisle                      | Lisle-en-Barrois (commune rétablie en 1986)          | fusion association (dissoute en 1986)                      | 1er décembre 1972 (Arrêté)      | 1er janvier 1973              |
| Apremont-la-Forêt            | Apremont-la-Forêt                                    | fusion association                                         | 21 novembre 1972 (Arrêté)       | 1er janvier 1973              |
| Apremont-la-Forêt            | Liouville                                            | fusion association                                         | 21 novembre 1972 (Arrêté)       | 1er janvier 1973              |
| Apremont-la-Forêt            | Marbotte                                             | fusion association                                         | 21 novembre 1972 (Arrêté)       | 1er janvier 1973              |
| Apremont-la-Forêt            | Saint-Agnant-sous-les-Côtes                          | fusion association                                         | 21 novembre 1972 (Arrêté)       | 1er janvier 1973              |
| Badonvilliers-Gérauvilliers  | Badonvilliers                                        | fusion association                                         | 21 novembre 1972 (Arrêté)       | 1er janvier 1973              |
| Badonvilliers-Gérauvilliers  | Gérauvilliers                                        | fusion association                                         | 21 novembre 1972 (Arrêté)       | 1er janvier 1973              |
| Baulny-Charpentry            | Baulny (commune rétablie en 1986)                    | fusion association (dissoute en 1986)                      | 21 novembre 1972 (Arrêté)       | 1er janvier 1973              |
| Baulny-Charpentry            | Charpentry (commune rétablie en 1986)                | fusion association (dissoute en 1986)                      | 21 novembre 1972 (Arrêté)       | 1er janvier 1973              |
| Buxières-sous-les-Côtes      | Buxières-sous-les-Côtes                              | fusion association                                         | 21 novembre 1972 (Arrêté)       | 1er janvier 1973              |
| Buxières-sous-les-Côtes      | Buxerulles                                           | fusion association                                         | 21 novembre 1972 (Arrêté)       | 1er janvier 1973              |
| Buxières-sous-les-Côtes      | Woinville                                            | fusion association                                         | 21 novembre 1972 (Arrêté)       | 1er janvier 1973              |
| Cousances-lès-Triconville    | Triconville                                          | fusion association                                         | 21 novembre 1972 (Arrêté)       | 1er janvier 1973              |
| Cousances-lès-Triconville    | Cousances-au-Bois                                    | fusion association                                         | 21 novembre 1972 (Arrêté)       | 1er janvier 1973              |
| Delouze-Rosières             | Delouze                                              | fusion association                                         | 21 novembre 1972 (Arrêté)       | 1er janvier 1973              |
| Delouze-Rosières             | Rosières-en-Blois                                    | fusion association                                         | 21 novembre 1972 (Arrêté)       | 1er janvier 1973              |
| Erneville-aux-Bois           | Ernecourt                                            | fusion association                                         | 21 novembre 1972 (Arrêté)       | 1er janvier 1973              |
| Erneville-aux-Bois           | Domremy-aux-Bois                                     | fusion association                                         | 21 novembre 1972 (Arrêté)       | 1er janvier 1973              |
| Erneville-aux-Bois           | Loxéville                                            | fusion association                                         | 21 novembre 1972 (Arrêté)       | 1er janvier 1973              |
| Euville                      | Euville                                              | fusion association                                         | 21 novembre 1972 (Arrêté)       | 1er janvier 1973              |
| Euville                      | Aulnois-sous-Vertuzey                                | fusion association                                         | 21 novembre 1972 (Arrêté)       | 1er janvier 1973              |
| Euville                      | Vertuzey                                             | fusion association                                         | 21 novembre 1972 (Arrêté)       | 1er janvier 1973              |
| Euville                      | Ville-Issey                                          | fusion association                                         | 21 novembre 1972 (Arrêté)       | 1er janvier 1973              |
| Foameix-Ornel                | Foameix                                              | fusion association                                         | 21 novembre 1972 (Arrêté)       | 1er janvier 1973              |
| Foameix-Ornel                | Ornel                                                | fusion association                                         | 21 novembre 1972 (Arrêté)       | 1er janvier 1973              |
| Lachaussée                   | Lachaussée                                           | fusion association                                         | 21 novembre 1972 (Arrêté)       | 1er janvier 1973              |
| Lachaussée                   | Hadonville-lès-Lachaussée                            | fusion association                                         | 21 novembre 1972 (Arrêté)       | 1er janvier 1973              |
| Lachaussée                   | Haumont-lès-Lachaussée                               | fusion association                                         | 21 novembre 1972 (Arrêté)       | 1er janvier 1973              |
| Les Trois-Domaines           | Issoncourt                                           | fusion association                                         | 21 novembre 1972 (Arrêté)       | 1er janvier 1973              |
| Les Trois-Domaines           | Mondrecourt                                          | fusion association                                         | 21 novembre 1972 (Arrêté)       | 1er janvier 1973              |
| Les Trois-Domaines           | Rignaucourt                                          | fusion association                                         | 21 novembre 1972 (Arrêté)       | 1er janvier 1973              |
| Valbois                      | Varvinay                                             | fusion association (fusion simple depuis le 1-1-2024)      | 21 novembre 1972 (Arrêté)       | 1er janvier 1973              |
| Valbois                      | Savonnières-en-Woëvre                                | fusion association (fusion simple depuis le 1-1-2024)      | 21 novembre 1972 (Arrêté)       | 1er janvier 1973              |
| Valbois                      | Senonville                                           | fusion association (fusion simple depuis le 1-1-2024)      | 21 novembre 1972 (Arrêté)       | 1er janvier 1973              |
| Brabant-lès-Villers          | Brabant-le-Roi (commune rétablie en 1982)            | fusion association (dissoute en 1982)                      | 27 octobre 1972 (Arrêté)        | 1er janvier 1973              |
| Brabant-lès-Villers          | Villers-aux-Vents (commune rétablie en 1982)         | fusion association (dissoute en 1982)                      | 27 octobre 1972 (Arrêté)        | 1er janvier 1973              |
| Chonville-Malaumont          | Chonville                                            | fusion association                                         | 27 octobre 1972 (Arrêté)        | 1er janvier 1973              |
| Chonville-Malaumont          | Malaumont                                            | fusion association                                         | 27 octobre 1972 (Arrêté)        | 1er janvier 1973              |
| Naives-Rosières              | Naives-devant-Bar                                    | fusion association (fusion simple depuis le 3-7-2020)      | 27 octobre 1972 (Arrêté)        | 1er janvier 1973              |
| Naives-Rosières              | Rosières-devant-Bar                                  | fusion association (fusion simple depuis le 3-7-2020)      | 27 octobre 1972 (Arrêté)        | 1er janvier 1973              |
| Nixéville-Blercourt          | Nixéville                                            | fusion association                                         | 27 octobre 1972 (Arrêté)        | 1er janvier 1973              |
| Nixéville-Blercourt          | Blercourt                                            | fusion association                                         | 27 octobre 1972 (Arrêté)        | 1er janvier 1973              |
| Saulvaux                     | Saulx-en-Barrois                                     | fusion association                                         | 27 octobre 1972 (Arrêté)        | 1er janvier 1973              |
| Saulvaux                     | Vaux-la-Grande                                       | fusion association                                         | 27 octobre 1972 (Arrêté)        | 1er janvier 1973              |
| Saulvaux                     | Vaux-la-Petite                                       | fusion association                                         | 27 octobre 1972 (Arrêté)        | 1er janvier 1973              |
| Clermont-en-Argonne          | Clermont-en-Argonne                                  | fusion association                                         | 25 septembre 1972 (Arrêté)      | 1er janvier 1973              |
| Clermont-en-Argonne          | Auzéville-en-Argonne                                 | fusion association                                         | 25 septembre 1972 (Arrêté)      | 1er janvier 1973              |
| Saint-Hilaire-en-Woëvre      | Saint-Hilaire-en-Woëvre                              | fusion association (fusion simple depuis le 1-11-2013)     | 5 septembre 1972 (Arrêté)       | 1er janvier 1973              |
| Saint-Hilaire-en-Woëvre      | Butgnéville                                          | fusion association (fusion simple depuis le 1-11-2013)     | 5 septembre 1972 (Arrêté)       | 1er janvier 1973              |
| Saint-Hilaire-en-Woëvre      | Wadonville-en-Woëvre                                 | fusion association (fusion simple depuis le 1-11-2013)     | 5 septembre 1972 (Arrêté)       | 1er janvier 1973              |
| Saulx-lès-Champlon           | Saulx-en-Woëvre                                      | fusion association (fusion simple depuis le 28-7-2015)     | 18 août 1972 (Arrêté)           | 1er janvier 1973              |
| Saulx-lès-Champlon           | Champlon                                             | fusion association (fusion simple depuis le 28-7-2015)     | 18 août 1972 (Arrêté)           | 1er janvier 1973              |
| Landrecourt-Lempire          | Landrecourt                                          | fusion association                                         | 31 juillet 1972 (Arrêté)        | 1er septembre 1972            |
| Landrecourt-Lempire          | Lempire-aux-Bois                                     | fusion association                                         | 31 juillet 1972 (Arrêté)        | 1er septembre 1972            |
| Les Hauts-de-Chée            | Condé-en-Barrois                                     | fusion association                                         | 20 juin 1972 (Arrêté)           | 1er juillet 1972              |
| Les Hauts-de-Chée            | Génicourt-sous-Condé                                 | fusion association                                         | 20 juin 1972 (Arrêté)           | 1er juillet 1972              |
| Les Hauts-de-Chée            | Hargeville-sur-Chée                                  | fusion association                                         | 20 juin 1972 (Arrêté)           | 1er juillet 1972              |
| Les Hauts-de-Chée            | Louppy-sur-Chée                                      | fusion association                                         | 20 juin 1972 (Arrêté)           | 1er juillet 1972              |
| Les Hauts-de-Chée            | Les Marats                                           | fusion association                                         | 20 juin 1972 (Arrêté)           | 1er juillet 1972              |
| Noyers-Auzécourt             | Noyers-le-Val                                        | fusion association                                         | 20 juin 1972 (Arrêté)           | 1er juillet 1972              |
| Noyers-Auzécourt             | Auzécourt                                            | fusion association                                         | 20 juin 1972 (Arrêté)           | 1er juillet 1972              |
| Void-Vacon                   | Void                                                 | fusion association (fusion simple depuis le 1-1-1977)      | 26 mai 1972 (Arrêté)            | 1er juin 1972                 |
| Void-Vacon                   | Vacon                                                | fusion association (fusion simple depuis le 1-1-1977)      | 26 mai 1972 (Arrêté)            | 1er juin 1972                 |
| Bazincourt-Montplonne        | Bazincourt-sur-Saulx (commune rétablie en 1984)      | fusion association (dissoute en 1984)                      | 16 mars 1972 (Arrêté)           | 1er avril 1972                |
| Bazincourt-Montplonne        | Montplonne (commune rétablie en 1984)                | fusion association (dissoute en 1984)                      | 16 mars 1972 (Arrêté)           | 1er avril 1972                |
| Damvillers                   | Damvillers                                           | fusion                                                     | 30 mai 1967 (Arrêté)            | 15 juin 1967                  |
| Damvillers                   | Gibercy                                              | fusion                                                     | 30 mai 1967 (Arrêté)            | 15 juin 1967                  |
| Cousances-les-Forges         | Cousances-aux-Forges                                 | fusion                                                     | 20 février 1965 (Arrêté)        | 25 février 1965               |
| Cousances-les-Forges         | Cousancelles                                         | fusion                                                     | 20 février 1965 (Arrêté)        | 25 février 1965               |
| Mont-Villers                 | Mont-sous-les-Côtes                                  | fusion                                                     | 20 février 1965 (Arrêté)        | 25 février 1965               |
| Mont-Villers                 | Villers-sous-Bonchamp                                | fusion                                                     | 20 février 1965 (Arrêté)        | 25 février 1965               |
| Quincy-Landzécourt           | Quincy-sur-Loison                                    | fusion                                                     | 16 février 1957 (Arrêté)        | 3 avril 1957                  |
| Quincy-Landzécourt           | Landzécourt                                          | fusion                                                     | 16 février 1957 (Arrêté)        | 3 avril 1957                  |
| Dainville-Bertheléville      | Dainville-aux-Forges                                 | fusion                                                     | 15 juillet 1876 (Décret)        | 15 juillet 1876 (Décret)      |
| Dainville-Bertheléville      | Bertheléville                                        | fusion                                                     | 15 juillet 1876 (Décret)        | 15 juillet 1876 (Décret)      |
| Saint-Maurice-sous-les-Côtes | Saint-Maurice-sous-les-Côtes                         | fusion                                                     | 15 janvier 1856 (Décret)        | 15 janvier 1856 (Décret)      |
| Saint-Maurice-sous-les-Côtes | Bassancourt                                          | fusion                                                     | 15 janvier 1856 (Décret)        | 15 janvier 1856 (Décret)      |
| Rambluzin-et-Benoite-Vaux    | Rambluzin                                            | fusion                                                     | 28 novembre 1834 (Ordonnance)   | 28 novembre 1834 (Ordonnance) |
| Rambluzin-et-Benoite-Vaux    | Benoitevaux                                          | fusion                                                     | 28 novembre 1834 (Ordonnance)   | 28 novembre 1834 (Ordonnance) |
| Saulmory-et-Villefranche     | Saulmory                                             | fusion                                                     | 1819                            | 1819                          |
| Saulmory-et-Villefranche     | Villefranche                                         | fusion                                                     | 1819                            | 1819                          |
| Azannes-et-Soumazannes       | Azannes                                              | fusion                                                     | 1809                            | 1809                          |
| Azannes-et-Soumazannes       | Soumazannes                                          | fusion                                                     | 1809                            | 1809                          |
| Moulainville                 | Moulainville-la-Grande                               | fusion                                                     | 1795-1800                       | 1795-1800                     |
| Moulainville                 | Moulainville-la-Petite                               | fusion                                                     | 1795-1800                       | 1795-1800                     |
| Boncourt                     | Boncourt                                             | fusion                                                     | 1790-1794                       | 1790-1794                     |
| Boncourt                     | Le Petit-Mandre                                      | fusion                                                     | 1790-1794                       | 1790-1794                     |
| Brouennes                    | Brouennes                                            | fusion                                                     | 1790-1794                       | 1790-1794                     |
| Brouennes                    | Guivry                                               | fusion                                                     | 1790-1794                       | 1790-1794                     |
| Commercy                     | Commercy                                             | fusion                                                     | 1790-1794                       | 1790-1794                     |
| Commercy                     | Breuil                                               | fusion                                                     | 1790-1794                       | 1790-1794                     |
| Corniéville                  | Corniéville                                          | fusion                                                     | 1790-1794                       | 1790-1794                     |
| Corniéville                  | Rangeval-l'Abbaye                                    | fusion                                                     | 1790-1794                       | 1790-1794                     |
| Corniéville                  | Varinchanot                                          | fusion                                                     | 1790-1794                       | 1790-1794                     |
| Gussainville                 | Gussainville                                         | fusion                                                     | 1790-1794                       | 1790-1794                     |
| Gussainville                 | Saint-Maurice                                        | fusion                                                     | 1790-1794                       | 1790-1794                     |
| Lisle-en-Rigault             | Lisle-en-Rigault                                     | fusion                                                     | 1790-1794                       | 1790-1794                     |
| Lisle-en-Rigault             | Jandheures                                           | fusion                                                     | 1790-1794                       | 1790-1794                     |
| Montmédy                     | Montmédy                                             | fusion                                                     | 1790-1794                       | 1790-1794                     |
| Montmédy                     | Fresnois                                             | fusion                                                     | 1790-1794                       | 1790-1794                     |
| Montmédy                     | Iré-les-Prés                                         | fusion                                                     | 1790-1794                       | 1790-1794                     |
| Mouzay                       | Mouzay                                               | fusion                                                     | 1790-1794                       | 1790-1794                     |
| Mouzay                       | Charmois                                             | fusion                                                     | 1790-1794                       | 1790-1794                     |
| Naives-en-Blois              | Naives-en-Blois                                      | fusion                                                     | 1790-1794                       | 1790-1794                     |
| Naives-en-Blois              | Braux                                                | fusion                                                     | 1790-1794                       | 1790-1794                     |
| Pillon                       | Pillon                                               | fusion                                                     | 1790-1794                       | 1790-1794                     |
| Pillon                       | Châtillon                                            | fusion                                                     | 1790-1794                       | 1790-1794                     |
| Sorcy-Saint-Martin           | Sorcy                                                | fusion                                                     | 1790-1794                       | 1790-1794                     |
| Sorcy-Saint-Martin           | Saint-Martin                                         | fusion                                                     | 1790-1794                       | 1790-1794                     |
| Vavincourt                   | Vavincourt                                           | fusion                                                     | 1790-1794                       | 1790-1794                     |
| Vavincourt                   | Sarney                                               | fusion                                                     | 1790-1794                       | 1790-1794                     |
| Xivray-et-Marvoisin          | Xivray                                               | fusion                                                     | 1790-1794                       | 1790-1794                     |
| Xivray-et-Marvoisin          | Marvoisin                                            | fusion                                                     | 1790-1794                       | 1790-1794                     |

## Créations et rétablissements
| Nom de la commune créée   | Commune affectée                             | Mode de création               | Date (et nature) de la décision                                             | Date d'effet     |
| ------------------------- | -------------------------------------------- | ------------------------------ | --------------------------------------------------------------------------- | ---------------- |
| Loisey                    | Loisey-Culey (commune supprimée)             | Rétablissements et suppression | 20 décembre 2013 (Arrêté) 31 décembre 2013 (Arrêté)                         | 1er janvier 2015 |
| Culey                     | Loisey-Culey (commune supprimée)             | Rétablissements et suppression | 20 décembre 2013 (Arrêté) 31 décembre 2013 (Arrêté)                         | 1er janvier 2015 |
| Brabant-en-Argonne        | Récicourt                                    | Rétablissements                | 23 décembre 2003 (Arrêté)                                                   | 1er janvier 2004 |
| Brocourt-en-Argonne       | Récicourt                                    | Rétablissements                | 23 décembre 2003 (Arrêté)                                                   | 1er janvier 2004 |
| Pretz-en-Argonne          | Seuil-d'Argonne                              | Rétablissement                 | 22 décembre 1989 (Arrêté)                                                   | 1er janvier 1990 |
| Belrain                   | Villotte-sur-Aire                            | Rétablissements                | 30 décembre 1987 (Arrêté)                                                   | 1er janvier 1988 |
| Gimécourt                 | Villotte-sur-Aire                            | Rétablissements                | 30 décembre 1987 (Arrêté)                                                   | 1er janvier 1988 |
| Rupt-devant-Saint-Mihiel  | Villotte-sur-Aire                            | Rétablissements                | 30 décembre 1987 (Arrêté)                                                   | 1er janvier 1988 |
| Ville-devant-Belrain      | Villotte-sur-Aire                            | Rétablissements                | 30 décembre 1987 (Arrêté)                                                   | 1er janvier 1988 |
| Étraye                    | Étraye-Wavrille (commune supprimée)          | Rétablissements et suppression | 18 décembre 1987 (Arrêté)                                                   | 1er janvier 1988 |
| Wavrille                  | Étraye-Wavrille (commune supprimée)          | Rétablissements et suppression | 18 décembre 1987 (Arrêté)                                                   | 1er janvier 1988 |
| Gesnes-en-Argonne         | Romagne-Gesnes (commune supprimée)           | Rétablissements et suppression | 5 décembre 1986 (Arrêté)                                                    | 1er janvier 1987 |
| Romagne-sous-Montfaucon   | Romagne-Gesnes (commune supprimée)           | Rétablissements et suppression | 5 décembre 1986 (Arrêté)                                                    | 1er janvier 1987 |
| Baulny                    | Baulny-Charpentry (commune supprimée)        | Rétablissements et suppression | 16 décembre 1985 (Arrêté) 15 janvier 1986 (Arrêté)                          | 1er janvier 1986 |
| Charpentry                | Baulny-Charpentry (commune supprimée)        | Rétablissements et suppression | 16 décembre 1985 (Arrêté) 15 janvier 1986 (Arrêté)                          | 1er janvier 1986 |
| Lisle-en-Barrois          | Vilisle (commune supprimée)                  | Rétablissements et suppression | 16 décembre 1985 (Arrêté)                                                   | 1er janvier 1986 |
| Villotte-devant-Louppy    | Vilisle (commune supprimée)                  | Rétablissements et suppression | 16 décembre 1985 (Arrêté)                                                   | 1er janvier 1986 |
| Génicourt-sur-Meuse       | Dieue                                        | Rétablissement                 | 27 décembre 1984 (Arrêté) 25 janvier 1985 (Arrêté)                          | 1er janvier 1985 |
| Lemmes                    | Les Quatre-Vents (commune supprimée)         | Rétablissements et suppression | 29 décembre 1983 (Arrêté)                                                   | 1er janvier 1984 |
| Osches                    | Les Quatre-Vents (commune supprimée)         | Rétablissements et suppression | 29 décembre 1983 (Arrêté)                                                   | 1er janvier 1984 |
| Senoncourt-les-Maujouy    | Les Quatre-Vents (commune supprimée)         | Rétablissements et suppression | 29 décembre 1983 (Arrêté)                                                   | 1er janvier 1984 |
| Vadelaincourt             | Les Quatre-Vents (commune supprimée)         | Rétablissements et suppression | 29 décembre 1983 (Arrêté)                                                   | 1er janvier 1984 |
| Bazincourt-sur-Saulx      | Bazincourt-Montplonne (commune supprimée)    | Rétablissements et suppression | 19 décembre 1983 (Arrêté)                                                   | 1er janvier 1984 |
| Montplonne                | Bazincourt-Montplonne (commune supprimée)    | Rétablissements et suppression | 19 décembre 1983 (Arrêté)                                                   | 1er janvier 1984 |
| Seuzey                    | Seuzey-Vaux (commune supprimée)              | Rétablissements et suppression | 10 décembre 1982 (Arrêté)                                                   | 1er janvier 1983 |
| Vaux-lès-Palameix         | Seuzey-Vaux (commune supprimée)              | Rétablissements et suppression | 10 décembre 1982 (Arrêté)                                                   | 1er janvier 1983 |
| Heudicourt-sous-les-Côtes | Madine (commune supprimée)                   | Rétablissements et suppression | 2 novembre 1982 (Arrêté) 19 novembre 1982 (Arrêté) 28 février 1983 (Arrêté) | 1er janvier 1983 |
| Nonsard-Lamarche          | Madine (commune supprimée)                   | Rétablissements et suppression | 2 novembre 1982 (Arrêté) 19 novembre 1982 (Arrêté) 28 février 1983 (Arrêté) | 1er janvier 1983 |
| Cléry-Grand               | Les Cléry (commune supprimée)                | Rétablissements et suppression | 29 novembre 1982 (Arrêté)                                                   | 1er janvier 1983 |
| Cléry-Petit               | Les Cléry (commune supprimée)                | Rétablissements et suppression | 29 novembre 1982 (Arrêté)                                                   | 1er janvier 1983 |
| Gouraincourt              | Les Tilleuls-Vaudoncourt (commune supprimée) | Rétablissements et suppression | 14 décembre 1981 (Arrêté)                                                   | 1er janvier 1982 |
| Muzeray                   | Les Tilleuls-Vaudoncourt (commune supprimée) | Rétablissements et suppression | 14 décembre 1981 (Arrêté)                                                   | 1er janvier 1982 |
| Vaudoncourt               | Les Tilleuls-Vaudoncourt (commune supprimée) | Rétablissements et suppression | 14 décembre 1981 (Arrêté)                                                   | 1er janvier 1982 |
| Brabant-le-Roi            | Brabant-lès-Villers (commune supprimée)      | Rétablissements et suppression | 27 juillet 1981 (Arrêté)                                                    | 1er janvier 1982 |
| Villers-aux-Vents         | Brabant-lès-Villers (commune supprimée)      | Rétablissements et suppression | 27 juillet 1981 (Arrêté)                                                    | 1er janvier 1982 |

## Modifications de nom officiel
| Ancien nom                   | Nouveau nom                 | Date (et nature) de la décision                                        |
| ---------------------------- | --------------------------- | ---------------------------------------------------------------------- |
| Arrancy-sur-Crusne           | Arrancy-sur-Crusnes         | 30 décembre 2021 (Décret)                                              |
| Lisle-en-Rigault             | L'Isle-en-Rigault           | 22 décembre 2017 (Décret)                                              |
| Saulmory-et-Villefranche     | Saulmory-Villefranche       | 22 décembre 2017 (Décret)                                              |
| Cléry-Grand                  | Cléry-le-Grand              | 1er janvier 2000 (Date d'effet) Rectification d'une erreur par l'INSEE |
| Cléry-Petit                  | Cléry-le-Petit              | 1er janvier 2000 (Date d'effet) Rectification d'une erreur par l'INSEE |
| Pretz                        | Pretz-en-Argonne            | 22 décembre 1989 (Arrêté)                                              |
| Montfaucon                   | Montfaucon-d'Argonne        | 16 août 1989 (Décret)                                                  |
| Dieue                        | Dieue-sur-Meuse             | 27 décembre 1984 (Arrêté) 25 janvier 1985 (Arrêté)                     |
| Verdun-sur-Meuse             | Verdun                      | 25 novembre 1970 (Décret)                                              |
| Apremont                     | Apremont-la-Forêt           | 3 avril 1962 (Décret)                                                  |
| Triaucourt                   | Triaucourt-en-Argonne       | 10 février 1947 (Décret)                                               |
| Beney                        | Beney-en-Woëvre             | 14 février 1942 (Décret)                                               |
| Écurey                       | Écurey-en-Verdunois         | 3 novembre 1938 (Décret)                                               |
| Nançois-le-Petit             | Nançois-sur-Ornain          | 10 décembre 1935 (Décret)                                              |
| Milly                        | Milly-sur-Bradon            | 3 février 1934 (Décret)                                                |
| Courcelles-aux-Bois          | Courcelles-en-Barrois       | 17 janvier 1934 (Décret)                                               |
| Amel                         | Amel-sur-l'Étang            | 2 février 1932 (Décret)                                                |
| Neuville-sur-Orne            | Neuville-sur-Ornain         | 29 juillet 1926 (Décret)                                               |
| Villotte-devant-Saint-Mihiel | Villotte-sur-Aire           | 18 décembre 1925 (Décret)                                              |
| Frémeréville                 | Frémeréville-sous-les-Côtes | 23 décembre 1924 (Décret)                                              |
| Fromeréville                 | Fromeréville-les-Vallons    | 23 décembre 1924 (Décret)                                              |
| Horville                     | Horville-en-Ornois          | 23 décembre 1924 (Décret)                                              |
| Brocourt                     | Brocourt-en-Argonne         | 7 novembre 1924 (Décret)                                               |
| Gondrecourt                  | Gondrecourt-le-Château      | 7 novembre 1924 (Décret)                                               |
| Houdelaucourt                | Houdelaucourt-sur-Othain    | 7 novembre 1924 (Décret)                                               |
| Pierrefitte                  | Pierrefitte-sur-Aire        | 7 novembre 1924 (Décret)                                               |
| Villeroy                     | Villeroy-sur-Méholle        | 7 novembre 1924 (Décret)                                               |
| Luméville                    | Luméville-en-Ornois         | 22 novembre 1923 (Décret)                                              |
| Avillers                     | Avillers-Sainte-Croix       | 6 août 1922 (Décret)                                                   |
| Bouconville                  | Bouconville-sur-Madt        | 6 août 1922 (Décret)                                                   |
| Fontaines                    | Fontaines-Saint-Clair       | 6 août 1922 (Décret)                                                   |
| Haucourt                     | Haucourt-la-Rigole          | 6 août 1922 (Décret)                                                   |
| Jonville                     | Jonville-en-Woëvre          | 6 août 1922 (Décret)                                                   |
| Luzy                         | Luzy-Saint-Martin           | 6 août 1922 (Décret)                                                   |
| Quincy                       | Quincy-sur-Loison           | 6 août 1922 (Décret)                                                   |
| Saint-Remy                   | Saint-Remy-la-Calonne       | 6 août 1922 (Décret)                                                   |
| Abaucourt                    | Abaucourt-lès-Souppleville  | 24 février 1922 (Décret)                                               |
| Ailly                        | Ailly-sur-Meuse             | 24 février 1922 (Décret)                                               |
| Ambly                        | Ambly-sur-Meuse             | 24 février 1922 (Décret)                                               |
| Arrancy                      | Arrancy-sur-Crusne          | 24 février 1922 (Décret)                                               |
| Autréville                   | Autréville-Saint-Lambert    | 24 février 1922 (Décret)                                               |
| Auzéville                    | Auzéville-en-Argonne        | 24 février 1922 (Décret)                                               |
| Bazeilles                    | Bazeilles-sur-Othain        | 24 février 1922 (Décret)                                               |
| Beaufort                     | Beaufort-en-Argonne         | 24 février 1922 (Décret)                                               |
| Beaumont                     | Beaumont-en-Verdunois       | 24 février 1922 (Décret)                                               |
| Belleville                   | Belleville-sur-Meuse        | 24 février 1922 (Décret)                                               |
| Belrupt                      | Belrupt-en-Verdunois        | 24 février 1922 (Décret)                                               |
| Boinville                    | Boinville-en-Woëvre         | 24 février 1922 (Décret)                                               |
| Bovée                        | Bovée-sur-Barboure          | 24 février 1922 (Décret)                                               |
| Bras                         | Bras-sur-Meuse              | 24 février 1922 (Décret)                                               |
| Buxières                     | Buxières-sous-les-Côtes     | 24 février 1922 (Décret)                                               |
| Charny                       | Charny-sur-Meuse            | 24 février 1922 (Décret)                                               |
| Cierges                      | Cierges-sous-Montfaucon     | 24 février 1922 (Décret)                                               |
| Combres                      | Combres-sous-les-Côtes      | 24 février 1922 (Décret)                                               |
| Cumières                     | Cumières-le-Mort-Homme      | 24 février 1922 (Décret)                                               |
| Dieppe                       | Dieppe-sous-Douaumont       | 24 février 1922 (Décret)                                               |
| Dugny                        | Dugny-sur-Meuse             | 24 février 1922 (Décret)                                               |
| Esnes                        | Esnes-en-Argonne            | 24 février 1922 (Décret)                                               |
| Forges                       | Forges-sur-Meuse            | 24 février 1922 (Décret)                                               |
| Gesnes                       | Gesnes-en-Argonne           | 24 février 1922 (Décret)                                               |
| Halles                       | Halles-sous-les-Côtes       | 24 février 1922 (Décret)                                               |
| Hautecourt                   | Hautecourt-lès-Broville     | 24 février 1922 (Décret)                                               |
| Herméville                   | Herméville-en-Woëvre        | 24 février 1922 (Décret)                                               |
| Heudicourt                   | Heudicourt-sous-les-Côtes   | 24 février 1922 (Décret)                                               |
| Lempire                      | Lempire-aux-Bois            | 24 février 1922 (Décret)                                               |
| Louvemont                    | Louvemont-Côte-du-Poivre    | 24 février 1922 (Décret)                                               |
| Marchéville                  | Marchéville-en-Woëvre       | 24 février 1922 (Décret)                                               |
| Martincourt                  | Martincourt-sur-Meuse       | 24 février 1922 (Décret)                                               |
| Maucourt                     | Maucourt-sur-Orne           | 24 février 1922 (Décret)                                               |
| Merles                       | Merles-sur-Loison           | 24 février 1922 (Décret)                                               |
| Moulins                      | Moulins-Saint-Hubert        | 24 février 1922 (Décret)                                               |
| Neuvilly                     | Neuvilly-en-Argonne         | 24 février 1922 (Décret)                                               |
| Olizy                        | Olizy-sur-Chiers            | 24 février 1922 (Décret)                                               |
| Pouilly                      | Pouilly-sur-Meuse           | 24 février 1922 (Décret)                                               |
| Regnéville                   | Regnéville-sur-Meuse        | 24 février 1922 (Décret)                                               |
| Réville                      | Réville-aux-Bois            | 24 février 1922 (Décret)                                               |
| Rouvres                      | Rouvres-en-Woëvre           | 24 février 1922 (Décret)                                               |
| Saint-Agnant                 | Saint-Agnant-sous-les-Côtes | 24 février 1922 (Décret)                                               |
| Saint-Benoît                 | Saint-Benoît-en-Woëvre      | 24 février 1922 (Décret)                                               |
| Saint-Hilaire                | Saint-Hilaire-en-Woëvre     | 24 février 1922 (Décret)                                               |
| Saint-Julien                 | Saint-Julien-sous-les-Côtes | 24 février 1922 (Décret)                                               |
| Saint-Laurent                | Saint-Laurent-sur-Othain    | 24 février 1922 (Décret)                                               |
| Sassey                       | Sassey-sur-Meuse            | 24 février 1922 (Décret)                                               |
| Thierville                   | Thierville-sur-Meuse        | 24 février 1922 (Décret)                                               |
| Louppy-le-Petit              | Louppy-sur-Chée             | 16 juillet 1921 (Décret)                                               |
| Autrécourt                   | Autrécourt-sur-Aire         | 10 juin 1919 (Décret)                                                  |
| Bazincourt                   | Bazincourt-sur-Saulx        | 10 juin 1919 (Décret)                                                  |
| Beaulieu                     | Beaulieu-en-Argonne         | 10 juin 1919 (Décret)                                                  |
| Beurey                       | Beurey-sur-Saulx            | 10 juin 1919 (Décret)                                                  |
| Biencourt                    | Biencourt-sur-Orge          | 10 juin 1919 (Décret)                                                  |
| Boncourt                     | Boncourt-sur-Meuse          | 10 juin 1919 (Décret)                                                  |
| Le Bouchon                   | Le Bouchon-sur-Saulx        | 10 juin 1919 (Décret)                                                  |
| Brillon                      | Brillon-en-Barrois          | 10 juin 1919 (Décret)                                                  |
| Chassey                      | Chassey-Beaupré             | 10 juin 1919 (Décret)                                                  |
| Combles                      | Combles-en-Barrois          | 10 juin 1919 (Décret)                                                  |
| Épiez                        | Épiez-sur-Meuse             | 10 juin 1919 (Décret)                                                  |
| Fains                        | Fains-les-Sources           | 10 juin 1919 (Décret)                                                  |
| Foucaucourt                  | Foucaucourt-sur-Thabas      | 10 juin 1919 (Décret)                                                  |
| Fouchères                    | Fouchères-aux-Bois          | 10 juin 1919 (Décret)                                                  |
| Gironville                   | Gironville-sous-les-Côtes   | 10 juin 1919 (Décret)                                                  |
| Hargeville                   | Hargeville-sur-Chée         | 10 juin 1919 (Décret)                                                  |
| Lignières                    | Lignières-sur-Aire          | 10 juin 1919 (Décret)                                                  |
| Longchamps                   | Longchamps-sur-Aire         | 10 juin 1919 (Décret)                                                  |
| Longeville                   | Longeville-en-Barrois       | 10 juin 1919 (Décret)                                                  |
| Mandres                      | Mandres-en-Barrois          | 10 juin 1919 (Décret)                                                  |
| Marson                       | Marson-sur-Barboure         | 10 juin 1919 (Décret)                                                  |
| Nicey                        | Nicey-sur-Aire              | 10 juin 1919 (Décret)                                                  |
| Noyers                       | Noyers-le-Val               | 10 juin 1919 (Décret)                                                  |
| Ourches                      | Ourches-sur-Meuse           | 10 juin 1919 (Décret)                                                  |
| Rancourt                     | Rancourt-sur-Ornain         | 10 juin 1919 (Décret)                                                  |
| Récourt                      | Récourt-le-Creux            | 10 juin 1919 (Décret)                                                  |
| Revigny                      | Revigny-sur-Ornain          | 10 juin 1919 (Décret)                                                  |
| Saint-Amand                  | Saint-Amand-sur-Ornain      | 10 juin 1919 (Décret)                                                  |
| Saint-André                  | Saint-André-en-Barrois      | 10 juin 1919 (Décret)                                                  |
| Saint-Germain                | Saint-Germain-sur-Meuse     | 10 juin 1919 (Décret)                                                  |
| Senoncourt                   | Senoncourt-les-Maujouy      | 10 juin 1919 (Décret)                                                  |
| Tilly                        | Tilly-sur-Meuse             | 10 juin 1919 (Décret)                                                  |
| Tourailles                   | Tourailles-sous-Bois        | 10 juin 1919 (Décret)                                                  |
| Trémont                      | Trémont-sur-Saulx           | 10 juin 1919 (Décret)                                                  |
| Ugny                         | Ugny-sur-Meuse              | 10 juin 1919 (Décret)                                                  |
| Vaudeville                   | Vaudeville-le-Haut          | 10 juin 1919 (Décret)                                                  |
| Beauzée                      | Beauzée-sur-Aire            | 21 décembre 1905 (Décret)                                              |
| Bonzée                       | Bonzée-en-Woëvre            | 21 décembre 1905 (Décret)                                              |
| Jouy-devant-Dombasle         | Jouy-en-Argonne             | 16 février 1900 (Décret)                                               |
| Bouvigny                     | Dommary-Baroncourt          | 4 septembre 1898 (Décret)                                              |
| Dombasle                     | Dombasle-en-Argonne         | 22 août 1892 (Décret)                                                  |
| Tronville                    | Tronville-en-Barrois        | 10 décembre 1891 (Décret)                                              |
| Dammarie                     | Dammarie-sur-Saulx          | 15 décembre 1890 (Décret)                                              |
| Saint-Aubin                  | Saint-Aubin-sur-Aire        | 27 juillet 1888 (Décret)                                               |
| Cousances                    | Cousances-aux-Forges        | 17 octobre 1847 (Ordonnance)                                           |

### 1924
- Brixey-sur-Meuse > Brixey-aux-Chanoines

### 1922
- Gercourt > Gercourt-et-Drillancourt

## Modifications des limites communales
Le plus souvent, les modifications des limites communales décidées par arrêtés préfectoraux ne sont pas répertoriées dans le Journal officiel ni dans le Bulletin officiel.
| La commune de ...                           | ... cède du territoire à la commune de ...        | précisions                                                                                    | Date (et nature) de la décision |
| ------------------------------------------- | ------------------------------------------------- | --------------------------------------------------------------------------------------------- | ------------------------------- |
| Cousances-les-Forges                        | Chamouilley (département de la Haute-Marne)       | Superficie de 28 a 40 ca                                                                      | 12 août 1970 (Décret)           |
| Chamouilley (département de la Haute-Marne) | Cousances-les-Forges                              | Superficie de 28 a 40 ca                                                                      | 12 août 1970 (Décret)           |
| Haumont-lès-Lachaussée                      | Lachaussée                                        | Lieu-dit Blanqueçon Superficie de 3 ha 46 a 40 ca                                             | 28 février 1955 (Arrêté)        |
| Lachaussée                                  | Haumont-lès-Lachaussée                            | Lieu-dit Le Grand Étang Superficie de 3 ha 31 a 30 ca                                         | 28 février 1955 (Arrêté)        |
| Belleray                                    | Haudainville                                      | Superficie de 15 ha 94 a 80 ca                                                                | 6 octobre 1954 (Arrêté)         |
| Haudainville                                | Belleray                                          | Superficie de 15 ha 72 a 97 ca                                                                | 6 octobre 1954 (Arrêté)         |
| Sommedieue                                  | Rupt-en-Woëvre                                    | Superficie de 5 ha 21 a 60 ca Nouvelle limite fixée sur l'axe de la tranchée dite de l'Evêché | 24 septembre 1954 (Arrêté)      |
| Rupt-en-Woëvre                              | Sommedieue                                        | Superficie de 5 ha 96 a 80 ca                                                                 | 24 septembre 1954 (Arrêté)      |
| Savonnières-devant-Bar                      | Bar-le-Duc                                        |                                                                                               | 14 février 1938 (Décret)        |
| Thierville                                  | Verdun                                            |                                                                                               | 16 juillet 1872 (Loi)           |
| Brizeaux                                    | Triaucourt                                        | Section d'Aubercy                                                                             | 14 juillet 1866 (Loi)           |
| Éclaires (département de la Marne)          | Triaucourt                                        | Section d'Aubercy                                                                             | 14 juillet 1866 (Loi)           |
| Thierville                                  | Verdun                                            |                                                                                               | 16 avril 1859 (Loi)             |
| Lachalade                                   | Neuvilly                                          |                                                                                               | 31 mai 1854 (Loi)               |
| Boureuilles                                 | Neuvilly                                          |                                                                                               | 31 mai 1854 (Loi)               |
| Beaulieu                                    | Futeau                                            | Hameau de Courupt                                                                             | 5 juin 1850 (Loi)               |
| Mondrecourt                                 | Heippes                                           | Bois de Dahaie                                                                                | 19 mars 1841 (Loi)              |
| Heippes                                     | Mondrecourt                                       | Portions de terrains de la Côte Supplie, la Horgne et le Beuvret                              | 19 mars 1841 (Loi)              |
| Béthincourt                                 | Montfaucon                                        | Enclaves                                                                                      | 23 juin 1840 (Loi)              |
| Malancourt                                  | Montfaucon                                        | Enclaves                                                                                      | 23 juin 1840 (Loi)              |
| Septsarges                                  | Montfaucon                                        | Enclaves                                                                                      | 23 juin 1840 (Loi)              |
| Cuisy                                       | Montfaucon                                        | Enclaves                                                                                      | 23 juin 1840 (Loi)              |
| Véry                                        | Montfaucon                                        | Enclaves                                                                                      | 23 juin 1840 (Loi)              |
| Montfaucon                                  | Véry                                              | Enclaves                                                                                      | 23 juin 1840 (Loi)              |
| Corniéville                                 | Hamonville (département de la Meurthe-et-Moselle) | Enclave de Varinchanois                                                                       | 3 juin 1837 (Loi)               |
| Chaumont-sur-Aire                           | Courouvre                                         | Enclave                                                                                       | 3 juin 1837 (Loi)               |
| Ambly                                       | Vaux-lès-Palameix                                 | Bois communaux de Pliamont, la Côte des Boeufs et le Quart en Réserve                         | 9 juillet 1836 (Loi)            |
| Bouquemont                                  | Rambluzin                                         | Enclave du Bois de Fays                                                                       | 9 juillet 1836 (Loi)            |
| Nouart (département des Ardennes)           | Beaufort                                          | Territoire de la Forge de Maucourt                                                            | 9 juillet 1836 (Loi)            |

## Communes associées
Liste des communes ayant, ou ayant eu (en italique), à la suite d'une fusion, le statut de commune associée.
| Nom de la commune           | Code INSEE | Fusion-association                      | Fusion-association | Fusion-association          | Fusion-association                       | D - Défusion ou F - transformation de l'association en fusion simple | D - Défusion ou F - transformation de l'association en fusion simple | D - Défusion ou F - transformation de l'association en fusion simple | D - Défusion ou F - transformation de l'association en fusion simple                                                                                        |
| Nom de la commune           | Code INSEE | date de la décision                     | date d'effet       | commune absorbante          | nom de la commune résultant de la fusion | D/F                                                                  | date de la décision                                                  | date d'effet                                                         | commentaire |
| --------------------------- | ---------- | --------------------------------------- | ------------------ | --------------------------- | ---------------------------------------- | -------------------------------------------------------------------- | -------------------------------------------------------------------- | -------------------------------------------------------------------- | --- |
| Hautecourt-lès-Broville     | 55240      | Arrêté préfectoral du 26 avril 1973     | 1er mai 1973       | Abaucourt-lès-Souppleville  | Abaucourt-Hautecourt                     |                                                                      |                                                                      |                                                                      | |
| Liouville                   | 55294      | Arrêté préfectoral du 21 novembre 1972  | 1er janvier 1973   | Apremont-la-Forêt           | Apremont-la-Forêt                        |                                                                      |                                                                      |                                                                      | |
| Marbotte                    | 55319      | Arrêté préfectoral du 21 novembre 1972  | 1er janvier 1973   | Apremont-la-Forêt           | Apremont-la-Forêt                        |                                                                      |                                                                      |                                                                      | |
| Saint-Agnant-sous-les-Côtes | 55451      | Arrêté préfectoral du 21 novembre 1972  | 1er janvier 1973   | Apremont-la-Forêt           | Apremont-la-Forêt                        |                                                                      |                                                                      |                                                                      | |
| Gérauvilliers               | 55205      | Arrêté préfectoral du 21 novembre 1972  | 1er janvier 1973   | Badonvilliers               | Badonvilliers-Gérauvilliers              |                                                                      |                                                                      |                                                                      | |
| Charpentry                  | 55103      | Arrêté préfectoral du 21 novembre 1972  | 1er janvier 1973   | Baulny                      | Baulny-Charpentry                        | D                                                                    | Arrêté préfectoral du 16 décembre 1985                               | 1er janvier 1986                                                     | Baulny-Charpentry reprend le nom de Baulny |
| Montplonne                  | 55352      | Arrêté préfectoral du 16 mars 1972      | 1er avril 1972     | Bazincourt-sur-Saulx        | Bazincourt-Montplonne                    | D                                                                    | Arrêté préfectoral du 19 décembre 1983                               | 1er janvier 1984                                                     | Bazincourt-Montplonne reprend le nom de Bazincourt-sur-Saulx                                                                                                |
| Amblaincourt                | 55006      | Arrêté préfectoral du 1er décembre 1972 | 1er janvier 1973   | Beauzée-sur-Aire            | Beausite                                 |                                                                      |                                                                      |                                                                      | |
| Deuxnouds-devant-Beauzée    | 55152      | Arrêté préfectoral du 1er décembre 1972 | 1er janvier 1973   | Beauzée-sur-Aire            | Beausite                                 |                                                                      |                                                                      |                                                                      | |
| Seraucourt                  | 55486      | Arrêté préfectoral du 1er décembre 1972 | 1er janvier 1973   | Beauzée-sur-Aire            | Beausite                                 |                                                                      |                                                                      |                                                                      | |
| Mesnil-sous-les-Côtes       | 55337      | Arrêté préfectoral du 30 décembre 1976  | 1er janvier 1977   | Bonzée-en-Woëvre            | Bonzée                                   | F                                                                    | Arrêté préfectoral du 18 octobre 2013                                | 1er novembre 2013                                                    | |
| Mont-Villers                | 55354      | Arrêté préfectoral du 30 décembre 1976  | 1er janvier 1977   | Bonzée-en-Woëvre            | Bonzée                                   | F                                                                    | Arrêté préfectoral du 18 octobre 2013                                | 1er novembre 2013                                                    | |
| Villers-aux-Vents           | 55560      | Arrêté préfectoral du 27 octobre 1972   | 1er janvier 1973   | Brabant-le-Roi              | Brabant-lès-Villers                      | D                                                                    | Arrêté préfectoral du 27 juillet 1981                                | 1er janvier 1982                                                     | Brabant-lès-Villers reprend le nom de Brabant-le-Roi |
| Raulecourt                  | 55417      | Arrêté préfectoral du 26 avril 1973     | 1er mai 1973       | Broussey-en-Woëvre          | Broussey-Raulecourt                      |                                                                      |                                                                      |                                                                      | |
| Buxerulles                  | 55092      | Arrêté préfectoral du 21 novembre 1972  | 1er janvier 1973   | Buxières-sous-les-Côtes     | Buxières-sous-les-Côtes                  |                                                                      |                                                                      |                                                                      | |
| Woinville                   | 55585      | Arrêté préfectoral du 21 novembre 1972  | 1er janvier 1973   | Buxières-sous-les-Côtes     | Buxières-sous-les-Côtes                  |                                                                      |                                                                      |                                                                      | |
| Darmont                     | 55147      | Arrêté préfectoral du 20 décembre 1972  | 1er janvier 1973   | Buzy                        | Buzy-Darmont                             | F                                                                    | Arrêté préfectoral du 22 décembre 2006                               | 1er janvier 2007                                                     | |
| Malaumont                   | 55314      | Arrêté préfectoral du 27 octobre 1972   | 1er janvier 1973   | Chonville                   | Chonville-Malaumont                      |                                                                      |                                                                      |                                                                      | |
| Auzéville-en-Argonne        | 55020      | Arrêté préfectoral du 25 septembre 1972 | 1er janvier 1973   | Clermont-en-Argonne         | Clermont-en-Argonne                      |                                                                      |                                                                      |                                                                      | |
| Jubécourt                   | 55259      | Arrêté préfectoral du 22 juin 1973      | 1er juillet 1973   | Clermont-en-Argonne         | Clermont-en-Argonne                      |                                                                      |                                                                      |                                                                      | |
| Parois                      | 55402      | Arrêté préfectoral du 22 juin 1973      | 1er juillet 1973   | Clermont-en-Argonne         | Clermont-en-Argonne                      |                                                                      |                                                                      |                                                                      | |
| Cléry-Grand                 | 55118      | Arrêté préfectoral du 18 janvier 1973   | 1er février 1973   | Cléry-Petit                 | Les Cléry                                | D                                                                    | Arrêté préfectoral du 29 novembre 1982                               | 1er janvier 1983                                                     | Cléry-Grand est restaurée sous le nom de Cléry-le-Grand, et Les Cléry prend le nom de Cléry-le-Petit                                                        |
| Génicourt-sous-Condé        | 55203      | Arrêté préfectoral du 20 juin 1972      | 1er juillet 1972   | Condé-en-Barrois            | Les Hauts-de-Chée                        |                                                                      |                                                                      |                                                                      | |
| Hargeville-sur-Chée         | 55231      | Arrêté préfectoral du 20 juin 1972      | 1er juillet 1972   | Condé-en-Barrois            | Les Hauts-de-Chée                        |                                                                      |                                                                      |                                                                      | |
| Louppy-sur-Chée             | 55305      | Arrêté préfectoral du 20 juin 1972      | 1er juillet 1972   | Condé-en-Barrois            | Les Hauts-de-Chée                        |                                                                      |                                                                      |                                                                      | |
| Les Marats                  | 55318      | Arrêté préfectoral du 20 juin 1972      | 1er juillet 1972   | Condé-en-Barrois            | Les Hauts-de-Chée                        |                                                                      |                                                                      |                                                                      | |
| Rosières-en-Blois           | 55441      | Arrêté préfectoral du 21 novembre 1972  | 1er janvier 1973   | Delouze                     | Delouze-Rosières                         |                                                                      |                                                                      |                                                                      | |
| Génicourt-sur-Meuse         | 55204      | Arrêté préfectoral du 23 mars 1973      | 1er juin 1973      | Dieue                       | Dieue                                    | D                                                                    | Arrêté préfectoral du 27 décembre 1984                               | 1er janvier 1985                                                     | Dieue prend le nom de Dieue-sur-Meuse |
| Domremy-aux-Bois            | 55161      | Arrêté préfectoral du 21 novembre 1972  | 1er janvier 1973   | Ernecourt                   | Erneville-aux-Bois                       |                                                                      |                                                                      |                                                                      | |
| Loxéville                   | 55308      | Arrêté préfectoral du 21 novembre 1972  | 1er janvier 1973   | Ernecourt                   | Erneville-aux-Bois                       |                                                                      |                                                                      |                                                                      | |
| Wavrille                    | 55580      | Arrêté préfectoral du 20 décembre 1972  | 1er janvier 1973   | Étraye                      | Étraye-Wavrille                          | D                                                                    | Arrêté préfectoral du 18 décembre 1987                               | 1er janvier 1988                                                     | Étraye-Wavrille reprend le nom d'Étraye |
| Aulnois-sous-Vertuzey       | 55016      | Arrêté préfectoral du 21 novembre 1972  | 1er janvier 1973   | Euville                     | Euville                                  |                                                                      |                                                                      |                                                                      | |
| Vertuzey                    | 55548      | Arrêté préfectoral du 21 novembre 1972  | 1er janvier 1973   | Euville                     | Euville                                  |                                                                      |                                                                      |                                                                      | |
| Ville-Issey                 | 55558      | Arrêté préfectoral du 21 novembre 1972  | 1er janvier 1973   | Euville                     | Euville                                  |                                                                      |                                                                      |                                                                      | |
| Véel                        | 55542      | Arrêté préfectoral du 1er janvier 1973  | 1er janvier 1973   | Fains-les-Sources           | Fains-Véel                               |                                                                      |                                                                      |                                                                      | |
| Ornel                       | 55393      | Arrêté préfectoral du 21 novembre 1972  | 1er janvier 1973   | Foameix                     | Foameix-Ornel                            |                                                                      |                                                                      |                                                                      | |
| Luméville-en-Ornois         | 55309      | Arrêté préfectoral du 1er décembre 1972 | 1er janvier 1973   | Gondrecourt-le-Château      | Gondrecourt-le-Château                   |                                                                      |                                                                      |                                                                      | |
| Tourailles-sous-Bois        | 55513      | Arrêté préfectoral du 1er décembre 1972 | 1er janvier 1973   | Gondrecourt-le-Château      | Gondrecourt-le-Château                   |                                                                      |                                                                      |                                                                      | |
| Ailly-sur-Meuse             | 55003      | Arrêté préfectoral du 20 décembre 1972  | 1er janvier 1973   | Han-sur-Meuse               | Han-sur-Meuse                            |                                                                      |                                                                      |                                                                      | |
| Brasseitte                  | 55074      | Arrêté préfectoral du 20 décembre 1972  | 1er janvier 1973   | Han-sur-Meuse               | Han-sur-Meuse                            |                                                                      |                                                                      |                                                                      | |
| Nonsard                     | 55386      | Arrêté préfectoral du 20 décembre 1972  | 1er janvier 1973   | Heudicourt-sous-les-Côtes   | Madine                                   | D                                                                    | Arrêté préfectoral du 2 novembre 1982                                | 1er janvier 1983                                                     | Madine reprend le nom d'Heudicourt-sous-les-Côtes, et Nonsard, devenant chef-lieu de l'association avec Lamarche-en-Woëvre, prend celui de Nonsard-Lamarche |
| Lamarche-en-Woëvre          | 55273      | Arrêté préfectoral du 20 décembre 1972  | 1er janvier 1973   | Heudicourt-sous-les-Côtes   | Madine                                   | D                                                                    | Arrêté préfectoral du 2 novembre 1982                                | 1er janvier 1983                                                     | Madine reprend le nom d'Heudicourt-sous-les-Côtes, et Nonsard, devenant chef-lieu de l'association avec Lamarche-en-Woëvre, prend celui de Nonsard-Lamarche |
| Lamarche-en-Woëvre          | 55273      | Arrêté préfectoral du 2 novembre 1982   | 1er janvier 1983   | Nonsard                     | Nonsard-Lamarche                         |                                                                      |                                                                      |                                                                      | |
| Mondrecourt                 | 55342      | Arrêté préfectoral du 21 novembre 1972  | 1er janvier 1973   | Issoncourt                  | Les Trois-Domaines                       |                                                                      |                                                                      |                                                                      | |
| Rignaucourt                 | 55432      | Arrêté préfectoral du 21 novembre 1972  | 1er janvier 1973   | Issoncourt                  | Les Trois-Domaines                       |                                                                      |                                                                      |                                                                      | |
| Corniéville                 | 55126      | Arrêté préfectoral du 20 décembre 1972  | 1er janvier 1973   | Jouy-sous-les-Côtes         | Geville                                  |                                                                      |                                                                      |                                                                      | |
| Gironville-sous-les-Côtes   | 55213      | Arrêté préfectoral du 20 décembre 1972  | 1er janvier 1973   | Jouy-sous-les-Côtes         | Geville                                  |                                                                      |                                                                      |                                                                      | |
| Hadonville-lès-Lachaussée   | 55223      | Arrêté préfectoral du 21 novembre 1972  | 1er janvier 1973   | Lachaussée                  | Lachaussée                               |                                                                      |                                                                      |                                                                      | |
| Haumont-lès-Lachaussée      | 55238      | Arrêté préfectoral du 21 novembre 1972  | 1er janvier 1973   | Lachaussée                  | Lachaussée                               |                                                                      |                                                                      |                                                                      | |
| Deuxnouds-aux-Bois          | 55151      | Arrêté préfectoral du 1er décembre 1972 | 1er janvier 1973   | Lamorville                  | Lamorville                               |                                                                      |                                                                      |                                                                      | |
| Lavignéville                | 55283      | Arrêté préfectoral du 1er décembre 1972 | 1er janvier 1973   | Lamorville                  | Lamorville                               |                                                                      |                                                                      |                                                                      | |
| Spada                       | 55499      | Arrêté préfectoral du 1er décembre 1972 | 1er janvier 1973   | Lamorville                  | Lamorville                               |                                                                      |                                                                      |                                                                      | |
| Lempire-aux-Bois            | 55287      | Arrêté préfectoral du 31 juillet 1972   | 1er septembre 1972 | Landrecourt                 | Landrecourt-Lempire                      |                                                                      |                                                                      |                                                                      | |
| Osches                      | 55395      | Arrêté préfectoral du 20 décembre 1972  | 1er janvier 1973   | Lemmes                      | Les Quatre-Vents                         | D                                                                    | Arrêté préfectoral du 29 décembre 1983                               | 1er janvier 1984                                                     | Les Quatre-Vents reprennent le nom de Lemmes |
| Senoncourt-les-Maujouy      | 55482      | Arrêté préfectoral du 20 décembre 1972  | 1er janvier 1973   | Lemmes                      | Les Quatre-Vents                         | D                                                                    | Arrêté préfectoral du 29 décembre 1983                               | 1er janvier 1984                                                     | Les Quatre-Vents reprennent le nom de Lemmes |
| Vadelaincourt               | 55525      | Arrêté préfectoral du 20 décembre 1972  | 1er janvier 1973   | Lemmes                      | Les Quatre-Vents                         | D                                                                    | Arrêté préfectoral du 29 décembre 1983                               | 1er janvier 1984                                                     | Les Quatre-Vents reprennent le nom de Lemmes |
| Crépion                     | 55135      | Arrêté préfectoral du 20 décembre 1972  | 1er janvier 1973   | Moirey                      | Moirey-Flabas-Crépion                    | F                                                                    | Arrêté préfectoral du 24 janvier 1983                                | 1er février 1983                                                     | |
| Flabas                      | 55187      | Arrêté préfectoral du 20 décembre 1972  | 1er janvier 1973   | Moirey                      | Moirey-Flabas-Crépion                    | F                                                                    | Arrêté préfectoral du 24 janvier 1983                                | 1er février 1983                                                     | |
| Chennevières                | 55112      | Arrêté préfectoral du 20 décembre 1972  | 1er janvier 1973   | Morlaincourt                | Chanteraine                              |                                                                      |                                                                      |                                                                      | |
| Oëy                         | 55390      | Arrêté préfectoral du 20 décembre 1972  | 1er janvier 1973   | Morlaincourt                | Chanteraine                              |                                                                      |                                                                      |                                                                      | |
| Bussy-la-Côte               | 55090      | Arrêté préfectoral du 1er décembre 1972 | 1er janvier 1973   | Mussey                      | Val-d'Ornain                             |                                                                      |                                                                      |                                                                      | |
| Varney                      | 55529      | Arrêté préfectoral du 1er décembre 1972 | 1er janvier 1973   | Mussey                      | Val-d'Ornain                             |                                                                      |                                                                      |                                                                      | |
| Rosières-devant-Bar         | 55440      | Arrêté préfectoral du 27 octobre 1972   | 1er janvier 1973   | Naives-devant-Bar           | Naives-Rosières                          | F                                                                    | Arrêté préfectoral du 3 juillet 2020                                 | 4 juillet 2020                                                       | Transformation en fusion simple sur demande du conseil municipal                                                                                            |
| Blercourt                   | 55056      | Arrêté préfectoral du 27 octobre 1972   | 1er janvier 1973   | Nixéville                   | Nixéville-Blercourt                      |                                                                      |                                                                      |                                                                      | |
| Auzécourt                   | 55019      | Arrêté préfectoral du 20 juin 1972      | 1er juillet 1972   | Noyers-le-Val               | Noyers-Auzécourt                         |                                                                      |                                                                      |                                                                      | |
| Bulainville                 | 55086      | Arrêté préfectoral du 20 décembre 1972  | 1er janvier 1973   | Nubécourt                   | Nubécourt                                |                                                                      |                                                                      |                                                                      | |
| Fleury-sur-Aire             | 55190      | Arrêté préfectoral du 20 décembre 1972  | 1er janvier 1973   | Nubécourt                   | Nubécourt                                |                                                                      |                                                                      |                                                                      | |
| Brabant-en-Argonne          | 55068      | Arrêté préfectoral du 1er décembre 1972 | 1er janvier 1973   | Récicourt                   | Récicourt                                | D                                                                    | Arrêté préfectoral du 23 décembre 2003                               | 1er janvier 2004                                                     | |
| Brocourt-en-Argonne         | 55082      | Arrêté préfectoral du 1er décembre 1972 | 1er janvier 1973   | Récicourt                   | Récicourt                                | D                                                                    | Arrêté préfectoral du 23 décembre 2003                               | 1er janvier 2004                                                     | |
| Sommaisne                   | 55491      | Arrêté préfectoral du 1er décembre 1972 | 1er janvier 1973   | Rembercourt-aux-Pots        | Rembercourt-Sommaisne                    |                                                                      |                                                                      |                                                                      | |
| Gesnes-en-Argonne           | 55208      | Arrêté préfectoral du 26 juin 1973      | 1er juillet 1973   | Romagne-sous-Montfaucon     | Romagne-Gesnes                           | D                                                                    | Arrêté préfectoral du 5 décembre 1986                                | 1er janvier 1987                                                     | Romagne-Gesnes reprend le nom de Romagne-sous-Montfaucon |
| Érize-la-Grande             | 55176      | Arrêté préfectoral du 1er décembre 1972 | 1er janvier 1973   | Rosnes                      | Raival                                   |                                                                      |                                                                      |                                                                      | |
| Butgnéville                 | 55091      | Arrêté préfectoral du 5 septembre 1972  | 1er janvier 1973   | Saint-Hilaire-en-Woëvre     | Saint-Hilaire-en-Woëvre                  | F                                                                    | Arrêté préfectoral du 18 octobre 2013                                | 1er novembre 2013                                                    | |
| Wadonville-en-Woëvre        | 55576      | Arrêté préfectoral du 5 septembre 1972  | 1er janvier 1973   | Saint-Hilaire-en-Woëvre     | Saint-Hilaire-en-Woëvre                  | F                                                                    | Arrêté préfectoral du 18 octobre 2013                                | 1er novembre 2013                                                    | |
| Vaux-la-Grande              | 55538      | Arrêté préfectoral du 27 octobre 1972   | 1er janvier 1973   | Saulx-en-Barrois            | Saulvaux                                 |                                                                      |                                                                      |                                                                      | |
| Vaux-la-Petite              | 55539      | Arrêté préfectoral du 27 octobre 1972   | 1er janvier 1973   | Saulx-en-Barrois            | Saulvaux                                 |                                                                      |                                                                      |                                                                      | |
| Champlon                    | 55098      | Arrêté préfectoral du 18 août 1972      | 1er janvier 1973   | Saulx-en-Woëvre             | Saulx-lès-Champlon                       |                                                                      |                                                                      |                                                                      | |
| Vaux-lès-Palameix           | 55540      | Arrêté préfectoral du 3 juin 1976       | 1er juillet 1976   | Seuzey                      | Seuzey-Vaux                              | D                                                                    | Arrêté préfectoral du 10 décembre 1982                               | 1er janvier 1983                                                     | Seuzey-Vaux reprend le nom de Seuzey |
| Rampont                     | 55413      | Arrêté préfectoral du 23 mars 1973      | 1er juillet 1973   | Les Souhesmes               | Les Souhesmes-Rampont                    |                                                                      |                                                                      |                                                                      | |
| Haucourt-la-Rigole          | 55235      | Arrêté préfectoral du 27 février 1973   | 1er mars 1973      | Spincourt                   | Spincourt                                |                                                                      |                                                                      |                                                                      | |
| Houdelaucourt-sur-Othain    | 55249      | Arrêté préfectoral du 27 février 1973   | 1er mars 1973      | Spincourt                   | Spincourt                                |                                                                      |                                                                      |                                                                      | |
| Ollières                    | 55392      | Arrêté préfectoral du 27 février 1973   | 1er mars 1973      | Spincourt                   | Spincourt                                |                                                                      |                                                                      |                                                                      | |
| Réchicourt                  | 55418      | Arrêté préfectoral du 27 février 1973   | 1er mars 1973      | Spincourt                   | Spincourt                                |                                                                      |                                                                      |                                                                      | |
| Pretz                       | 55409      | Arrêté préfectoral du 20 décembre 1972  | 1er janvier 1973   | Triaucourt-en-Argonne       | Seuil-d'Argonne                          | D                                                                    | Arrêté préfectoral du 22 décembre 1989                               | 1er janvier 1990                                                     | Pretz est restaurée sous le nom de Pretz-en-Argonne |
| Senard                      | 55480      | Arrêté préfectoral du 20 décembre 1972  | 1er janvier 1973   | Triaucourt-en-Argonne       | Seuil-d'Argonne                          |                                                                      |                                                                      |                                                                      | |
| Cousances-au-Bois           | 55131      | Arrêté préfectoral du 21 novembre 1972  | 1er janvier 1973   | Triconville                 | Cousances-lès-Triconville                |                                                                      |                                                                      |                                                                      | |
| Savonnières-en-Woëvre       | 55478      | Arrêté préfectoral du 21 novembre 1972  | 1er janvier 1973   | Varvinay                    | Valbois                                  |                                                                      |                                                                      |                                                                      | |
| Senonville                  | 55483      | Arrêté préfectoral du 21 novembre 1972  | 1er janvier 1973   | Varvinay                    | Valbois                                  |                                                                      |                                                                      |                                                                      | |
| Gouraincourt                | 55216      | Arrêté préfectoral du 20 décembre 1972  | 1er janvier 1973   | Vaudoncourt                 | Les Tilleuls-Vaudoncourt                 | D                                                                    | Arrêté préfectoral du 14 décembre 1981                               | 1er janvier 1982                                                     | Les Tilleuls-Vaudoncourt reprennent le nom de Vaudoncourt                                                                                                   |
| Muzeray                     | 55367      | Arrêté préfectoral du 20 décembre 1972  | 1er janvier 1973   | Vaudoncourt                 | Les Tilleuls-Vaudoncourt                 | D                                                                    | Arrêté préfectoral du 14 décembre 1981                               | 1er janvier 1982                                                     | Les Tilleuls-Vaudoncourt reprennent le nom de Vaudoncourt                                                                                                   |
| Billy-sous-les-Côtes        | 55052      | Arrêté préfectoral du 19 février 1973   | 1er mars 1973      | Vigneulles-lès-Hattonchâtel | Vigneulles-lès-Hattonchâtel              |                                                                      |                                                                      |                                                                      | |
| Creuë                       | 55136      | Arrêté préfectoral du 19 février 1973   | 1er mars 1973      | Vigneulles-lès-Hattonchâtel | Vigneulles-lès-Hattonchâtel              |                                                                      |                                                                      |                                                                      | |
| Hattonchâtel                | 55233      | Arrêté préfectoral du 19 février 1973   | 1er mars 1973      | Vigneulles-lès-Hattonchâtel | Vigneulles-lès-Hattonchâtel              |                                                                      |                                                                      |                                                                      | |
| Hattonville                 | 55234      | Arrêté préfectoral du 19 février 1973   | 1er mars 1973      | Vigneulles-lès-Hattonchâtel | Vigneulles-lès-Hattonchâtel              |                                                                      |                                                                      |                                                                      | |
| Saint-Benoît-en-Woëvre      | 55455      | Arrêté préfectoral du 19 février 1973   | 1er mars 1973      | Vigneulles-lès-Hattonchâtel | Vigneulles-lès-Hattonchâtel              |                                                                      |                                                                      |                                                                      | |
| Viéville-sous-les-Côtes     | 55550      | Arrêté préfectoral du 19 février 1973   | 1er mars 1973      | Vigneulles-lès-Hattonchâtel | Vigneulles-lès-Hattonchâtel              |                                                                      |                                                                      |                                                                      | |
| Lisle-en-Barrois            | 55295      | Arrêté préfectoral du 1er décembre 1972 | 1er janvier 1973   | Villotte-devant-Louppy      | Vilisle                                  | D                                                                    | Arrêté préfectoral du 16 décembre 1985                               | 1er janvier 1986                                                     | Vilisle reprend le nom de Villotte-devant-Louppy |
| Belrain                     | 55044      | Arrêté préfectoral du 20 décembre 1972  | 1er janvier 1973   | Villotte-sur-Aire           | Villotte-sur-Aire                        | D                                                                    | Arrêté préfectoral du 30 décembre 1987                               | 1er janvier 1988                                                     | |
| Gimécourt                   | 55210      | Arrêté préfectoral du 20 décembre 1972  | 1er janvier 1973   | Villotte-sur-Aire           | Villotte-sur-Aire                        | D                                                                    | Arrêté préfectoral du 30 décembre 1987                               | 1er janvier 1988                                                     | |
| Rupt-devant-Saint-Mihiel    | 55448      | Arrêté préfectoral du 20 décembre 1972  | 1er janvier 1973   | Villotte-sur-Aire           | Villotte-sur-Aire                        | D                                                                    | Arrêté préfectoral du 30 décembre 1987                               | 1er janvier 1988                                                     | |
| Ville-devant-Belrain        | 55555      | Arrêté préfectoral du 20 décembre 1972  | 1er janvier 1973   | Villotte-sur-Aire           | Villotte-sur-Aire                        | D                                                                    | Arrêté préfectoral du 30 décembre 1987                               | 1er janvier 1988                                                     | |
| Haraumont                   | 55230      | Arrêté préfectoral du 20 décembre 1972  | 1er janvier 1973   | Vilosnes                    | Vilosnes-Haraumont                       |                                                                      |                                                                      |                                                                      | |
| Vacon                       | 55524      | Arrêté préfectoral du 26 mai 1972       | 1er juin 1972      | Void                        | Void-Vacon                               | F                                                                    | Arrêté préfectoral du 28 décembre 1976                               | 1er janvier 1977                                                     | |